# Santa Claus (beeld)

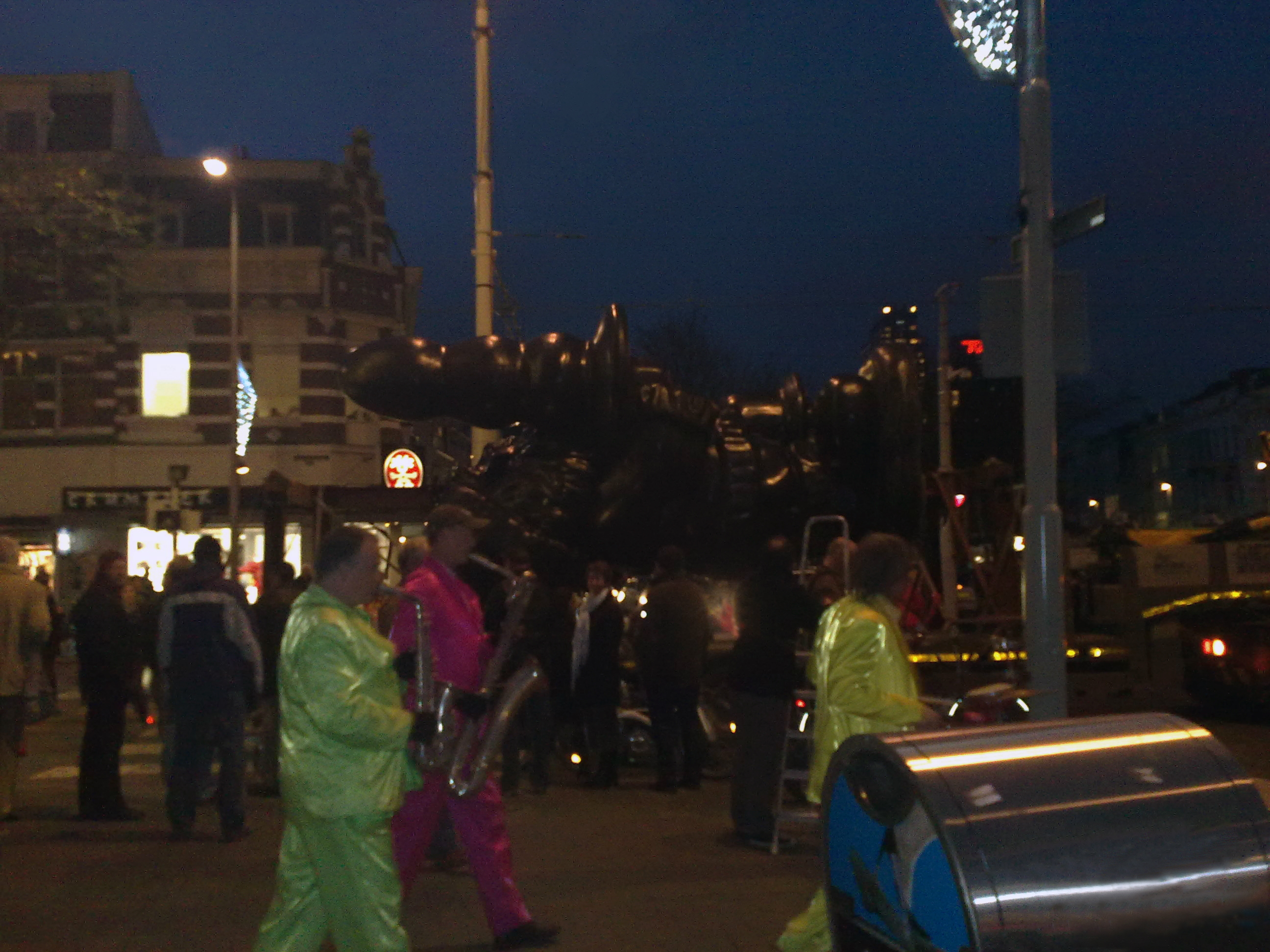
Santa Claus wordt feestelijk verwelkomd op Eendrachtsplein (november 2008)

Santa Claus, ook bekend als Kabouter Buttplug, is een beeld van Paul McCarthy. Het staat op het Eendrachtsplein in de Nederlandse stad Rotterdam. Het beeld werd in 2001 door de Amerikaanse kunstenaar gemaakt in opdracht van de Internationale Beelden Collectie voor een plek in de stad.
Het beeld stelt de kerstman voor die een abstract langwerpig object in zijn rechterhand vasthoudt. Het voorwerp kan volgens de kunstenaar een boom zijn, een buttplug of iets anders. De Rotterdamse gemeenteraad kocht Santa Claus aan voor een bedrag van 280.000 euro met als bedoeling het beeld nabij het gebouw van De Doelen te plaatsen. Dit leidde tot veel verzet, voor veel mensen had het beeld een seksuele connotatie, waardoor het al snel zijn bijnaam kreeg. Op 22 september 2005 werd het beeld bij wijze van compromis op de binnenplaats van Museum Boijmans Van Beuningen neergezet, waar het vier dagen later door burgemeester Opstelten werd onthuld. Omdat het museum de binnenplaats ging verbouwen is het beeld op 21 augustus 2008 op de stoep van het museum geplaatst.
Begin 2008 had de gemeente Rotterdam het plan om het beeld te verplaatsen naar de Van Oldenbarneveltplaats op de kop van de "Koopgoot". Dit plan heeft bij een aantal ondernemers rond dit plein nogal wat weerstand opgeroepen.
Uiteindelijk werd in juni 2008 besloten het beeld op het Eendrachtsplein (als onderdeel van Beeldenroute Westersingel) te plaatsen, dit na een intensieve lobby van de winkeliersvereniging van de Binnenweg. Het beeld is op 28 november 2008 met een bonte optocht naar het Eendrachtsplein vervoerd en daar geplaatst.
Op 31 mei 2018 is er in Oslo in Noorwegen een andere versie van Santa Claus geplaatst. Bij die gelegenheid heeft de kunstenaar tijdens een interview met de Noorse krant Dagbladet verteld waar het idee vandaan kwam.
Ik kreeg een anale plug in de vroege jaren 70, in 1972, als een geschenk, als een grapje. Het stond al jaren naast een kleine kabouter op mijn bureau, zegt McCarthy - over de willekeurige locatie [van] de twee objecten. Toen smolten ze op een of andere manier samen en er was kunst - een abstracte vorm die het triviale en alledaagse ontmoet. ... - Ja, het kan een boom zijn, en misschien is het dat ook wel. Maar het kan ook een anale plug zijn - en dan is het een abstract object, kunst. Het kan van alles zijn. ... - Voor mij gaat het beeldhouwwerk ook over de consumentengemeenschap - als een commentaar op de materiële consumptie in de westerse wereld.